# Victoria Tolosa-Paz
Victoria Tolosa-Paz (La Plata, 24 de junio de 1973) es una contadora pública y política argentina. En 2023 fue electa como diputada nacional por la provincia de Buenos Aires por Unión por la Patria, cargo que asumió el 10 de diciembre de 2023. Anteriormente se desempeñó como ministra de Desarrollo Social de la Nación cargo en el que fue designada el 10 de octubre de 2022 por el presidente Alberto Fernández. Previamente, el 10 de diciembre de 2019, había sido nombrada Secretaria Ejecutiva del Consejo Nacional de Coordinación de Políticas Sociales, organismo descentralizado en el ámbito de la Presidencia de la Nación y unos meses después, el 17 de julio de 2020, fue designada presidenta del Consejo Nacional de Coordinación de Políticas Sociales, cargo que ejerció hasta el 30 de julio de 2021, cuando presentó su renuncia por ser primera candidata a diputada nacional por la provincia de Buenos Aires del Frente de Todos. 

## Biografía
Nació en el seno de una tradicional familia de La Plata de raigambre radical. Es hija de Laura Figliozzi y Juan Honorio Tolosa-Paz.
Cursó el nivel inicial y medio en la Escuela Normal Superior N° 1 Mary O. Graham de la ciudad de La Plata. Completó su formación profesional en la Facultad de Ciencias Económicas y Sociales de la UCALP, donde se graduó de Contadora Pública. 
Tiene tres hijos fruto de su primer matrimonio y en 2012 contrajo matrimonio en segundas nupcias con el publicista Enrique “Pepe” Albistur.

## Carrera política
Ingresó en 1996 al Consejo Provincial de la Familia y Desarrollo Humano presidido por Hilda Beatriz González de Duhalde, donde trabajó hasta 2001. En 2002, durante la presidencia de Eduardo Duhalde, se incorporó al Ministerio de Desarrollo Social de la Nación como asesora del área de Coordinación de la Unidad Ministro, convocada por quien era su titular, María Nélida "Chichi" Doga.
En mayo de 2003, durante la presidencia de Néstor Kirchner, fue convocada por la ministra de Desarrollo Social de la Nación Alicia Kirchner para desempeñarse como Jefa Regional del Fondo Participativo de Inversión Social (FOPAR), un programa del Banco Mundial destinado a garantizar y mejorar la dieta nutricional en comedores comunitarios.
En 2006 se desempeñó en la Comisión Nacional Asesora para la Integración de las Personas con Discapacidad (CONADIS) de la Presidencia de la Nación, hoy Agencia Nacional de Discapacidad (ANDIS).
En 2012, durante el mandato como gobernador de la Provincia de Buenos Aires de Daniel Scioli, asumió el cargo de Subsecretaria de Urbanismo Social del Ministerio de Desarrollo Social.
En 2014, durante la presidencia de Cristina Fernández, se incorporó a la Administración Nacional de la Seguridad Social (ANSES) donde participó del programa de Generación de Lotes con Servicios en el marco del programa Crédito Argentino del Bicentenario para la Vivienda Única Familiar (PROCREAR).
En julio de 2021, fue elegida para encabezar la lista de diputados nacionales por la provincia de Buenos Aires en el Frente de Todos en las elecciones legislativas de Argentina.

## Antecedentes políticos en la ciudad de La Plata
En 2009 fue candidata a concejal de La Plata y participó en forma activa en dicho municipio de la campaña que impulsaba la candidatura de Néstor Kirchner a diputado nacional por la provincia de Buenos Aires, contienda que se definiría en las elecciones del 28 de junio de 2009 con el triunfo de Francisco De Narváez. 
En 2011 participó de la campaña a Intendente de La Plata de Guido “Kibo” Carlotto -hijo de la presidenta de Abuelas de Plaza de Mayo, Estela de Carlotto-  frente al finalmente ganador Pablo Bruera.
En 2016 encabezó una iniciativa de vecinos y organizaciones sociales para que vuelva el tren a La Plata por los perjuicios económicos que acarreaba la demora de las obras de electrificación que impedían su funcionamiento desde 2015. Como resultado de los reclamos al ministerio de Transporte de la Nación y al Congreso Nacional, después de dos años sin funcionar el 18 de octubre de 2017 el Ferrocarril Gral. Roca volvió a unir las cabeceras de La Plata y la Ciudad Autónoma de Buenos Aires (Estación Plaza Constitución).
En 2017 acompañó a los vecinos en la denuncia del problema de 600 familias de dos barrios, Esperanza y San Martín, de Abasto (La Plata) donde el agua de las napas está contaminada y no hay agua de red ni cloacas. En esos barrios el servicio de agua no lo presta ABSA como en la ciudad de La Plata, sino que lo hace la Cooperativa de Agua de Abasto, la que no había hecho las obras necesarias para proveer el servicio. Cuatro meses después de la denuncia la Justicia Federal intimó a la cooperativa a que “arbitre los medios necesarios para proveer de agua potable, en la cantidad y regularidad que resulten suficientes para abastecer el consumo de todas las familias que residen en los barrios Villa La Esperanza y San Martín”. En abril de 2018 la Cooperativa instaló 4 tanques de agua potable.
En 2018 impulsó, junto a otras concejalas, la creación de la primera comisión de Equidad y Género del Concejo Deliberante de La Plata, iniciativa que lleva a modificar el artículo 19 del reglamento interno del cuerpo para incorporarla a las comisiones permanentes.
En la Federación Argentina de Municipios (FAM) promovió la capacitación sobre violencia política en el marco de la Ley 26.485 de Protección integral de las mujeres a partir de un ataque por su condición de mujer por parte del presidente del Concejo Deliberante de La Plata, Fernando Ponce.
En 2019, acompañó un reclamo vecinal por la preservación del arroyo El Pescado, que atraviesa las localidades de Arana, Ignacio Correas y Villa Elvira del Partido de La Plata, y cuya cuenca hidrográfica fuera declarada Paisaje Protegido de Interés Provincial mediante la Ley 12247.
En agosto de 2019, fue precandidata a Intendenta de la ciudad de la Plata en las elecciones primarias, abiertas, simultáneas y obligatorias (PASO) del 11 de agosto de 2019 por una de las cinco listas que se presentaron dentro del Frente de Todos. En esa elección quedó segunda a 0,79% de quien al final fue la candidata del FdT, la diputada de la Provincia de Buenos Aires Florencia Saintout.

## Diputada nacional 2021-2022
En las elecciones legislativas del 14 de noviembre de 2021, fue electa diputada nacional por la provincia de Buenos Aires, aunque quedó en segundo lugar por 1,18 puntos porcentuales contra Diego Santilli a nivel provincial; el Frente de Todos logró llevar a la cámara baja a sus primeros 15 candidatos, la misma cantidad que logró la coalición Juntos por el Cambio. 

## Ministra de Desarrollo Social de la Nación
El 13 de octubre de 2022 asume como ministra, en reemplazo de Juan Zabaleta, quien regresó a Hurlingham.
En el inicio de su gestión se puso en marcha un procedimiento para transparentar y hacer más eficiente el alcance del Programa Potenciar Trabajo que consistió en la validación de los datos personales de las personas titulares, de resultas del cual 1.210.571 titulares validaron sus datos, lo cual representaba el 88,7% del padrón. En simultáneo se creó el programa Volvé a Estudiar por el cual 22.000 titulares del Programa Potenciar Trabajo se incorporaron al sistema educativo.
En su gestión se fortaleció el trabajo de la Secretaría de Integración Sociourbana. A través de esta Secretaría y gracias a la Ley de Aporte Solidario y Extraordinario se desarrollaron proyectos para la integración de 433 barrios populares, alcanzando a 483.091 vecinos y vecinas. En el mismo período se iniciaron 466 obras y se finalizaron 184.
Para facilitar la política de acceso al suelo y una redistribución justa de la tierra disponible en el país, en conjunto con los gobiernos provinciales y municipales se puso en marcha del Registro Único de Solicitantes de Lotes.
Para mejorar las condiciones de acceso a los servicios de saneamiento e higiene en todo el país se creó el Plan Federal Sanitario Mi Baño mediante el cual, en articulación con las provincias, se construyeron, terminaron o refaccionaron 4.118 módulos sanitarios.
Mediante la Resolución 1938/2023 se puso en marcha el programa Fortalecer Crianzas que comprende una prestación económica del 50% del salario mínimo vital y móvil, a personas que realizan tareas de cuidado de niñas, niños y adolescentes sin cuidados parentales, en comedores comunitarios y hogares de todo el país.
Se sostuvieron las políticas destinadas a acompañar a los sectores más vulnerables con la Prestación Alimentar, la asistencia a comedores, a productores agroecológicos y a personas con diagnóstico de celiaquía.
Ante la emergencia climática en 2023 se asistió en su gestión a las provincias del NEA afectadas por las inundaciones, así como a Salta y la ciudad de La Plata.
Al finalizar el período 2019-2023, en conjunto con las gestiones de Daniel Arroyo y Juan Zabaleta, se construyeron 2.208 Espacios de Primera Infancia en las 24 jurisdicciones del país, beneficiando a más de 145.000 niñas y niños.